# Annika Lundgren (konstnär)
För skådespelaren Iris Annika Lundgren, se Annika Lundgren
Annika Lundgren, född 1964 i Göteborg, är en svensk konstnär som lever och verkar i Göteborg och Köpenhamn och som bland annat undervisar på Konsthögskolan Valand i Göteborg. Hennes konstprojekt rör ofta sociala och politiska aspekter med inslag av visionära, poetiska, humoristiska och fiktiva inslag. 

## Projekt
- Public Educational Tours är en serie guidade bussturer som diskuterar historieskrivning och samtidsskildring.
- Monument - Play That Funky Music White Boy rör historieskrivningen och är ett mobilt monument över alla de saker som aldrig inkluderades i historien.
- The Power & Illumination Project tar sin utgångspunkt i energifrågan och världens ressurser. I projektet används gymutrustning för att alstra ström som sedan används för att förmedla och producera fakta och information om obalansen i den globala energikonsumtionen och dess politiska följder.